# Lirularia succincta
Lirularia succincta is een slakkensoort uit de familie van de Trochidae. De wetenschappelijke naam van de soort is voor het eerst geldig gepubliceerd in 1864 door Carpenter als Gibbula succincta.